# Artistes ayant participé au Concours Eurovision de la chanson
Le concours Eurovision de la chanson est un évènement annuel organisé par l’UER, l’Union européenne de radio-télévision. Il réunit les membres de l’Union dans le cadre d’une compétition musicale, diffusée en direct et en simultané par tous les pays participants. De 1956 à 2019 inclus, le concours (appelé plus communément Eurovision) s’est tenu chaque année, sans aucune interruption, et a vu concourir plus d'un millier d'artistes et de chansons.

## Historique
Lors de la première édition du concours, en 1956, seuls des artistes en solo furent admis à concourir. Toute chorégraphie fut par ailleurs interdite.
Ces deux points particuliers du règlement furent modifiés dès l'année suivante. Ainsi, des duos furent admis à concourir dès 1957. Mais ce ne fut qu'en 1971 que des groupes composés de trois à six personnes furent autorisés à concourir. Cette règle demeure toujours en vigueur.
La dernière modification profonde du règlement à propos des artistes participants eut lieu en 1989. Cette année-là, deux des participants suscitèrent une vive controverse dans les médias, en raison de leur jeune âge. Le représentant israélien, Gili, était en effet âgé de douze ans. Quant à la représentante française, Nathalie Pâque, elle en avait à peine onze. L'UER décida alors de fixer un âge limite. Dès l'année suivante, il fut imposé aux candidats d'avoir seize ans révolus, le jour du concours.

## Règles actuelles
Le règlement du concours, révisé annuellement par l'UER, prévoit que tous les artistes doivent être âgés de 16 ans révolus le jour de la finale du concours.
En outre, aucun artiste ne peut concourir pour plusieurs pays lors d’une même édition du concours et chaque présentation ne peut compter que six personnes au maximum. Aucun animal vivant ne peut être amené sur scène.
Enfin, tous les artistes participants doivent interpréter leur chanson en direct sur scène. Ils doivent être accompagnés par une bande-son préenregistrée, qui ne peut contenir aucune parole, ni aucun semblant de voix.

## Premières fois
- En 1956, la représentante néerlandaise, Jetty Paerl, devint la première artiste à participer au concours. En effet, elle ouvrit la finale avec De vogels van Holland[7].
- En 1957, la représentante allemande, Margot Hielscher, devint la première artiste à recourir à un accessoire. Il s'agit en l'occurrence d'un téléphone placé sur scène à côté d'elle.  Dès les premières notes, Hielscher le décrocha, car sa chanson était intitulée Telefon, Telefon. Elle tint ensuite le cornet en main durant toute sa prestation, s'adressant à un correspondant imaginaire[8].
- En 1957, la représentante britannique, Patricia Bredin interpréta la première chanson en anglais jamais présentée au concours : All.
- En 1957, les représentants danois, Gustav Winckler et Birthe Wilke, devinrent le premier duo à participer au concours. Ils devinrent également les tout premiers artistes à revêtir un costume. Winckler portait un imperméable et une casquette de marin ; Wilke, un manteau et un bonnet de mousse. Ils devinrent enfin les premiers participants à s'embrasser durant leur prestation. À la fin de celle-ci, ils échangèrent un baiser, le plus long de l'histoire du concours, puisqu'il dura 11 secondes. Un membre de l'équipe de production aurait dû leur adresser un signe afin d'y mettre fin, mais oublia de le faire[8].
- En 1957, à la suite de la première publication des résultats du vote, le représentant autrichien, Bob Martin, devint le tout premier participant à terminer à la dernière place.
- En 1958, la représentante suisse, Lys Assia (qui était aussi la gagnante de l'édition 1956), devint la première participante à interpréter une chanson écrite dans plusieurs langues (en l'occurrence l'allemand et l'italien).
- En 1958, le représentant italien, Domenico Modugno, devint le premier participant dont la prestation fut perturbée par un incident technique. Sa chanson ne fut en effet pas diffusée convenablement dans tous les pays. Modugno dut remonter sur scène pour la rechanter, après que tous les autres concurrents soient passés. Il devint de ce fait le premier artiste non gagnant de l'histoire du concours à interpréter deux fois sa chanson[9].
- En 1959, la représentante danoise, Birthe Wilke, devint la toute première artiste à esquisser un pas de danse durant sa prestation.
- En 1959, les représentantes allemandes, les sœurs Kessler, devinrent les premières sœurs et les premières jumelles à concourir ensemble.

- En 1959, les représentants britanniques, Pearl Carr et Teddy Johnson devinrent les premiers maris et femmes à concourir ensemble.

- En 1962, les représentants espagnol (Victor Balaguer), belge (Fud Leclerc), autrichien (Eleonore Schwarz) et néerlandais (De Spelbrekers) devinrent les tout premiers participants à obtenir un "nul point".
- En 1962, le chanteur Jean Philippe devint le tout premier artiste à avoir concouru pour deux pays différents. Il représenta la France en 1959 et la Suisse en 1962.
- En 1963, le représentant britannique, Ronnie Carroll, devint le tout premier participant à se faire accompagner par des figurants sur la scène, en l'occurrence trois jeunes filles.
- En 1964, le représentant autrichien, Udo Jürgens, devint le premier participant à s'accompagner au piano.
- En 1964, les représentants espagnols, Tim, Nelly & Tony, aussi connus sous le nom de Los TNT, devinrent le premier groupe participant de l'histoire du concours. Cependant, les règles du concours n'autorisaient la participation que des artistes solos et des duos. C'est pourquoi ils furent introduits par la présentatrice, Lotte Wæver, comme « Nelly et ses deux frères ». Le premier groupe à pouvoir officiellement concourir furent les suisses Peter, Sue & Marc, en 1971[10].
- En 1965, le représentant suédois, Ingvar Wixell, devint le tout premier participant à interpréter sa chanson dans une autre langue que la langue nationale de son pays. Il décida en effet de chanter en anglais. Cette démarche, non prévue par le règlement et vivement contestée, conduisit à une modification des règles du concours et, dès l'année suivante, à l'interdiction de ce procédé[11].
- En 1966, la représentante danoise, Ulla Pia, devint la toute première participante à se faire accompagner sur scène par des danseurs[12].
- En 1966, la représentante norvégienne, Åse Kleveland, devint la première artiste féminine de l'histoire du concours à porter un pantalon sur scène[13].
- En 1966, la représentante néerlandaise, Milly Scott, devint la première artiste d'origine surinamaise et la toute première artiste noire à participer au concours. Elle devint aussi la première artiste de l'histoire du concours à utiliser un micro portable[12].
- En 1966, le représentant britannique, Kenneth McKellar, devint le premier artiste masculin de l'histoire du concours à porter un kilt sur scène[14].
- En 1967, le représentant portugais, Eduardo Nascimento, devint le tout premier artiste d'origine angolaise et le tout premier artiste masculin noir à participer au concours.
- En 1967, la représentante britannique, Sandie Shaw, devint la première artiste de l'histoire du concours à chanter nu-pieds sur scène[15]. Elle devint aussi la première artiste à être filmée en coulisses.
- En 1969, le représentant monégasque, Jean-Jacques, devint le tout premier enfant à participer au concours. Il était alors âgé de douze ans[16].
- En 1970, pour la toute première fois, aucun ancien participant ne revint concourir. Ce fait se produisit à quatre autres reprises : en 1989, 2001, 2003 et 2004.
- En 1976, la représentante française, Catherine Ferry, devint la première participante à être interviewée durant la retransmission du concours. Interrogée par Hans von Willigenburg, elle se déclara satisfaite de sa prestation et désigna la chanson britannique comme sa préférée.
- En 1977, les représentants autrichiens, le groupe Schmetterlinge, devinrent les premiers participants à interpréter une chanson parodique. Intitulée Boom Boom Boomerang, elle parlait de l’exploitation de la musique et des artistes par des producteurs et des financiers sans scrupules. Pour illustrer ce thème, les membres du groupe décidèrent de porter des déguisements. Les quatre membres masculins portaient un costume, blanc par devant et noir par derrière. Le côté blanc était décoré d’un papillon vert et d’un cœur rouge. Le côté noir était décoré de plusieurs billets de banque. Ils portaient en outre à l’arrière de leur tête, un masque grimaçant fumant un cigare, s’accordant avec le côté noir[17].
- En 1978, la représentante allemande, Ireen Sheer, effectua le premier effet vestimentaire de l’histoire du concours. Arrivée au refrain de sa chanson, elle dégrafa son gilet et le lança derrière elle, dans un geste théâtral.
- En 1978, le représentant norvégien, Jahn Teigen, devint le premier artiste à terminer dernier, avec un nul point, dans le cadre du nouveau système de vote, alors que ce dernier (toujours utilisé à l’heure actuelle) était censé prévenir ce cas de figure[18].
- En 1979, la représentante autrichienne, Christina Simon, devint la première artiste à interpréter une chanson mentionnant dans son titre et ses paroles, le nom de la ville hôte : Heute in Jerusalem[19].
- En 1980, les représentants belges, le groupe Telex, devinrent les premiers artistes à interpréter une chanson mentionnant dans son titre et ses paroles, le nom du concours : Eurovision[20].
- En 1984, les représentantes britanniques, le groupe Belle and the Devotions (composé de Kit Rolfe, Laura James et Linda Sofield), devinrent les toutes premières artistes à se faire huer par le public. La cause de cet incident demeure difficile à déterminer. Deux hypothèses sont généralement avancées. Premièrement, une réaction des spectateurs luxembourgeois à des évènements survenus le 16 novembre 1983. Ce jour-là, à l'issue d'un match de football opposant les équipes anglaises et luxembourgeoises, des hooligans britanniques mirent à sac la ville de Luxembourg, causant de vastes dégâts et suscitant l'indignation de l'opinion publique luxembourgeoise. Deuxièmement, une réaction des spectateurs à un trucage supposé de la prestation. Il semblerait que seule Rolfe ait réellement chanté. Les micros de James et Sofield seraient demeurés coupés et leur chœur, interprété par trois choristes, dissimulées derrière les piliers du décor[21].
- En 1986, le représentant norvégien, Ketil Stokkan, se fit accompagner sur scène par deux danseurs, Jonny Nymoen et Olav Klingen. Nymoen, qui était déguisé en femme, devint le premier acte travesti de l'histoire du concours[22].
- En 1988, les représentantes allemandes, Chris Garden et Maxi Garden, devinrent les premières mères et filles à concourir ensemble[23].
- En 1992, le représentant espagnol, Serafín Zubiri, devint le tout premier artiste non voyant à participer au concours[24].
- En 1993, la représentante espagnole, Eva Santamaria, devint la première artiste à interpréter une chanson faisant mention explicite du mot sexe dans ses paroles : Hombres[25].
- En 1994, la représentante française, Nina Morato, devint la première artiste de l’histoire du concours à jurer durant sa prestation[26].
- En 1995, les représentants britanniques, Love City Groove, devinrent les tout premiers artistes à interpréter une chanson rap : Love City Groove. Celle-ci termina à la dixième place mais rencontra un réel succès commercial[27].
- En 1996, le représentant autrichien, George Nussbaumer, devint le tout premier artiste à interpréter une chanson gospel : Weil’s dr guat got[28].
- En 1998, la représentante israélienne, Dana International, devint la première artiste transgenre à participer au concours.
- En 1998, le représentant allemand, Guildo Horn, devint le tout premier artiste à déserter la scène lors de son passage et à chanter parmi les spectateurs. Durant sa prestation, il sauta brusquement dans le public, puis escalada la passerelle blanche réservée au vote[29].
- En 2000, les représentants danois, les Olsen Brothers, devinrent les premiers artistes à recourir durant leur prestation à un vocodeur, qui modifia électroniquement la voix de Jørgen Olsen. La délégation russe introduisit une plainte pour infraction au règlement devant l'UER et demanda la disqualification du Danemark. Cette plainte fut cependant classée sans suite[30].
- En 2001, pour la toute première fois, deux artistes concourant la même année portèrent le même nom : la représentante néerlandaise et la représentante allemande s’appelaient en effet toutes deux, Michelle.
- En 2003, les représentants belges, le groupe Urban Trad, devinrent les premiers artistes à interpréter une chanson écrite dans un langage imaginaire : Sanomi[31].
- En 2006, les représentants finlandais, le groupe Lordi, devinrent les premiers artistes à se présenter entièrement masqués sur scène et à interpréter une chanson de hard rock : Hard Rock Hallelujah[32]. Leur prestation fut la toute première de l'histoire du concours à être gérée de bout en bout par un ordinateur. En effet, la complexité des moyens requis (notamment pyrotechniques), des angles de vue nécessaires et des enchaînements de caméra nécessita une gestion entièrement informatisée[33].
- En 2008, le représentant irlandais, Dustin the Turkey (Dustin la dinde), devint le premier concurrent non humain de l’histoire du concours. Il s’agissait en réalité d’une marionnette au faciès de dinde et aux propos outranciers. Sa sélection suscita une vaste controverse en Irlande, certains estimant que le personnage donnerait une mauvaise image du pays sur la scène internationale[34].
- En 2024, la représentante irlandaise, Bambie Thug, devint la première artiste ouvertement non-binaire à participer au concours. Nemo, futur vainqueur de la même édition est lui aussi ouvertement non-binaire.

## Faits notables
En 1971, la chanson belge devait être initialement interprétée par Nicole & Hugo. Mais Nicole fut victime de la jaunisse, quelques jours à peine avant le concours. La BRT dut leur trouver des remplaçants en dernière minute. Finalement, Jacques Raymond et Lily Castel furent retenus. Ils durent apprendre la chanson dans l'avion les emmenant à Dublin et n'eurent même pas le temps de s'acheter des vêtements de scène. Nicole & Hugo revinrent concourir en 1973.
Leur prestation fut particulièrement remarquée par les commentateurs. Les deux artistes, couple sur scène et à la ville, décidèrent de porter des costumes similaires, de couleur mauve, pourvus de cols en pelle-à-tarte et de pattes d'éléphant, décorés de cristaux translucides. Chaussés de bottines compensées, ils effectuèrent une  chorégraphie coordonnée, agitant leurs bras et leurs jambes. Ils terminèrent finalement à la dernière place.
En 1974, la chanson portugaise E depois do adeus passa à l'histoire comme la seule chanson du concours à avoir lancé une révolution. Elle fut en effet employée comme signal de départ du coup militaire qui renversa la dictature portugaise alors en place, lors de la révolution des Œillets. L'année suivante, en 1975, la chanson portugaise Madrugada rendit hommage à cette révolution. Les responsables du concours eurent le plus grand mal à décourager le représentant portugais, Duarte Mendes, à monter sur scène avec son uniforme et son fusil.
En 1974, la chanson italienne suscita la controverse dans son propre pays. L’Italie était alors en pleine campagne électorale, dans le cadre d’un référendum fixé au mois de mai 1974. Les Italiens devaient se prononcer pour ou contre l'abrogation de la loi permettant le divorce. Les censeurs de la télévision publique italienne estimèrent que Si (Oui) pourrait être accusée d’envoyer des messages subliminaux, voire d’être une propagande  pour influencer les électeurs. La chanson ne fut diffusée par la RAI qu’après le référendum. Celui-ci se conclut par la victoire du non et le maintien de la loi sur le divorce.
En 1988, la représentante israélienne, Yardena Arazi, ne décida de représenter son pays, qu'à condition d'être certaine de remporter la victoire. Après que le tirage au sort des ordres de passage eut lieu et qu'Israël eut reçu la neuvième place, Arazi alla consulter une voyante. Celle-ci lui assura que la chanson qui passerait en neuvième position remporterait à coup sûr le concours. Arazi accepta l'offre de la télévision publique israélienne et se choisit la chanson Ben Adam. Mais quelques semaines avant la finale, la chanson chypriote fut disqualifiée et Chypre, qui avait tiré la deuxième place, dut se retirer. Par conséquent, les ordres de passage furent tous avancés. Israël obtint alors la huitième place. Yardena Arazi termina finalement septième. Quant à la fameuse neuvième place, elle échut à la Suisse et à Céline Dion, qui remportèrent la victoire, comme l'avait prédit la voyante.
En 2002, les représentants slovènes étaient un acte travesti composé de trois hommes déguisés en hôtesses de l’air. Sestre (Sœurs en slovène) avait causé scandale dans leur pays en remportant la finale nationale. L’opinion publique slovène s’était émue de l’image que le groupe renverrait aux autres participants européens. Des activistes organisèrent plusieurs démonstrations dans les rues de Ljubljana et le parlement slovène se saisit même de la question.
En 2003, la Russie se fit représenter par le groupe t.A.T.u., qui avait déjà remporté un grand succès commercial l'année précédente, avec All The Things She Said. Il s’agissait d’un duo composé des chanteuses Lena Katina et Julia Volkova, supposées entretenir une relation homosexuelle. Tout cela n’était en fait qu’une ruse commerciale, inventée par leur manager Ivan Shapovalov. Durant la semaine des répétitions, Katina et Volkova se signalèrent par leur comportement capricieux, notamment en arrivant en retard à certaines répétitions, en en manquant d’autres et en boycottant les conférences de presse. Leur manager annonça en outre qu’elles s’embrasseraient sur la bouche durant leur prestation. Elles durent cependant y renoncer, après que l’UER les eut menacées de disqualification.
En 2006, la participante islandaise, Silvia Night, suscita la controverse, durant toute la semaine des répétitions. Il s’agissait en réalité d’un personnage de diva extravagante créé et interprété par l’actrice Ágústa Eva Erlendsdóttir. Silvia Night passa ainsi son temps à se moquer ouvertement des autres concurrents, à traiter les journalistes avec le plus grand mépris et à émettre des commentaires déplaisants sur la Grèce et ses habitants. Elle alla jusqu’à accuser la participante suédoise, Carola, de vouloir l’empoisonner. Ce happening permanent fut cependant pris au premier degré par les médias et les organisateurs. La chanteuse fut conspuée à de nombreuses reprises durant les répétitions, puis accueillie sur scène par des sifflets et des huées d’une ampleur inédite.
En 2010, la prestation du représentant espagnol, Daniel Diges, fut perturbée par un incident rarissime. En plein milieu de sa chanson, un individu monta sur scène et se glissa parmi ses danseurs. Il s’agissait de Jimmy Jump, un streaker qui s’était fait connaître par de nombreuses actions similaires. Daniel Diges et ses danseurs continuèrent imperturbablement leur numéro, tandis que la sécurité appréhendait Jimmy Jump. Le scrutateur permit aux membres de la délégation espagnole de présenter leur morceau une seconde fois, après le passage de tous les autres pays participants. Nadia Hasnaoui réapparut sur scène, après la huitième chanson, pour annoncer la décision aux téléspectateurs.

## Artistes ayant participé à quatre reprises
Depuis 1956, seuls quatre artistes ont participé à quatre reprises au concours : un soliste masculin, un groupe et deux solistes féminines.
| Artiste              | Pays        | Années | Place               |
| -------------------- | ----------- | ------ | ------------------- |
| Fud Leclerc          | Belgique    | 1956   | -                   |
| Fud Leclerc          | Belgique    | 1958   | 05                  |
| Fud Leclerc          | Belgique    | 1960   | 06                  |
| Fud Leclerc          | Belgique    | 1962   | 13                  |
| Peter, Sue & Marc    | Suisse      | 1971   | 12                  |
| Peter, Sue & Marc    | Suisse      | 1976   | 04                  |
| Peter, Sue & Marc    | Suisse      | 1979   | 10                  |
| Peter, Sue & Marc    | Suisse      | 1981   | 04                  |
| Elisabeth Andreassen | Suède       | 1982   | 08                  |
| Elisabeth Andreassen | Norvège     | 1985   | 01                  |
| Elisabeth Andreassen | Norvège     | 1994   | 06                  |
| Elisabeth Andreassen | Norvège     | 1996   | 02                  |
| Valentina Monetta    | Saint-Marin | 2012   | 14 (en demi-finale) |
| Valentina Monetta    | Saint-Marin | 2013   | 11 (en demi-finale) |
| Valentina Monetta    | Saint-Marin | 2014   | 24                  |
| Valentina Monetta    | Saint-Marin | 2017   | 18 (en demi-finale) |

- Peter, Sue & Marc demeurent les seuls artistes de l'histoire du concours à avoir interprété leurs chansons dans quatre langues différentes : le français en 1971, l'anglais en 1976, l'allemand en 1979 et l'italien en 1981[46].
- En 1979, Peter, Sue & Marc se firent accompagner par un groupe de musique folk alternative, le trio Pfuri, Knorps & Kniri. Ces derniers utilisèrent des objets de jardin comme instruments de musique, notamment des sacs en plastique, un râteau métallique, un arrosoir et un sécateur. Mais à cause d’eux, tous faillirent se faire refouler d'Israël, à leur arrivée à l’aéroport de Tel-Aviv. Les services de sécurité eurent en effet beaucoup de mal à croire qu’ils en usaient réellement comme d’instruments[47].
- Elisabeth Andreassen demeure l’artiste féminine la plus couronnée de l'histoire du concours, ayant remporté la victoire en 1985 et ayant terminé deuxième en 1996, sixième en 1994 et huitième en 1982.

## Artistes ayant participé à trois reprises
Depuis 1956, vingt-sept artistes ont participé à trois reprises au concours : dix-sept solistes féminines, huit solistes masculins et deux groupes.
| Artiste                   | Pays              | Années | Place               |
| ------------------------- | ----------------- | ------ | ------------------- |
| Lys Assia                 | Suisse            | 1956   | 01                  |
| Lys Assia                 | Suisse            | 1957   | 08                  |
| Lys Assia                 | Suisse            | 1958   | 02                  |
| Corry Brokken             | Pays-Bas          | 1956   | -                   |
| Corry Brokken             | Pays-Bas          | 1957   | 01                  |
| Corry Brokken             | Pays-Bas          | 1958   | 09                  |
| Domenico Modugno          | Italie            | 1958   | 03                  |
| Domenico Modugno          | Italie            | 1959   | 06                  |
| Domenico Modugno          | Italie            | 1966   | 17                  |
| Udo Jürgens               | Autriche          | 1964   | 06                  |
| Udo Jürgens               | Autriche          | 1965   | 04                  |
| Udo Jürgens               | Autriche          | 1966   | 01                  |
| Kirsti Sparboe            | Norvège           | 1965   | 13                  |
| Kirsti Sparboe            | Norvège           | 1967   | 14                  |
| Kirsti Sparboe            | Norvège           | 1969   | 16                  |
| Romuald                   | Monaco            | 1964   | 03                  |
| Romuald                   | Luxembourg        | 1969   | 11                  |
| Romuald                   | Monaco            | 1974   | 04                  |
| Katja Ebstein             | Allemagne         | 1970   | 03                  |
| Katja Ebstein             | Allemagne         | 1971   | 03                  |
| Katja Ebstein             | Allemagne         | 1980   | 02                  |
| Stella Maessen            | Pays-Bas          | 1970   | 07                  |
| Stella Maessen            | Belgique          | 1977   | 07                  |
| Stella Maessen            | Belgique          | 1982   | 04                  |
| Hanne Krogh               | Norvège           | 1971   | 17                  |
| Hanne Krogh               | Norvège           | 1985   | 01                  |
| Hanne Krogh               | Norvège           | 1991   | 17                  |
| Sandra Reemer             | Pays-Bas          | 1972   | 04                  |
| Sandra Reemer             | Pays-Bas          | 1976   | 09                  |
| Sandra Reemer             | Pays-Bas          | 1979   | 12                  |
| Ellen Nikolaysen          | Norvège           | 1973   | 07                  |
| Ellen Nikolaysen          | Norvège           | 1974   | 14                  |
| Ellen Nikolaysen          | Norvège           | 1975   | 18                  |
| Anne-Karine Strøm         | Norvège           | 1973   | 07                  |
| Anne-Karine Strøm         | Norvège           | 1974   | 14                  |
| Anne-Karine Strøm         | Norvège           | 1976   | 18                  |
| Ireen Sheer               | Luxembourg        | 1974   | 04                  |
| Ireen Sheer               | Allemagne         | 1978   | 06                  |
| Ireen Sheer               | Luxembourg        | 1985   | 13                  |
| Anita Skorgan             | Norvège           | 1977   | 14                  |
| Anita Skorgan             | Norvège           | 1979   | 11                  |
| Anita Skorgan             | Norvège           | 1982   | 12                  |
| Jahn Teigen               | Norvège           | 1978   | 20                  |
| Jahn Teigen               | Norvège           | 1982   | 12                  |
| Jahn Teigen               | Norvège           | 1983   | 09                  |
| Tommy Seebach             | Danemark          | 1978   | 06                  |
| Tommy Seebach             | Danemark          | 1981   | 11                  |
| Tommy Seebach             | Danemark          | 1993   | 22                  |
| Ánna Víssi                | Grèce             | 1980   | 13                  |
| Ánna Víssi                | Chypre            | 1982   | 05                  |
| Ánna Víssi                | Grèce             | 2006   | 09                  |
| Carola                    | Suède             | 1983   | 03                  |
| Carola                    | Suède             | 1991   | 01                  |
| Carola                    | Suède             | 2006   | 05                  |
| Gary Lux                  | Autriche          | 1983   | 09                  |
| Gary Lux                  | Autriche          | 1985   | 08                  |
| Gary Lux                  | Autriche          | 1987   | 20                  |
| Hot Eyes                  | Danemark          | 1984   | 04                  |
| Hot Eyes                  | Danemark          | 1985   | 11                  |
| Hot Eyes                  | Danemark          | 1988   | 03                  |
| Wind                      | Allemagne         | 1985   | 02                  |
| Wind                      | Allemagne         | 1987   | 02                  |
| Wind                      | Allemagne         | 1992   | 16                  |
| Eiríkur Hauksson          | Islande           | 1986   | 16                  |
| Eiríkur Hauksson          | Norvège           | 1991   | 17                  |
| Eiríkur Hauksson          | Islande           | 2007   | 13 (en demi-finale) |
| Sigga                     | Islande           | 1990   | 04                  |
| Sigga                     | Islande           | 1992   | 07                  |
| Sigga                     | Islande           | 1994   | 12                  |
| Evrydíki                  | Chypre            | 1992   | 11                  |
| Evrydíki                  | Chypre            | 1994   | 11                  |
| Evrydíki                  | Chypre            | 2007   | 15 (en demi-finale) |
| Constantínos Christofórou | Chypre            | 1996   | 09                  |
| Constantínos Christofórou | Chypre            | 2002   | 06                  |
| Constantínos Christofórou | Chypre            | 2005   | 18                  |
| Kaliopi                   | Macédoine du Nord | 1996   | non qualifiée       |
| Kaliopi                   | Macédoine du Nord | 2012   | 13                  |
| Kaliopi                   | Macédoine du Nord | 2016   | 11 (en demi-finale) |
| Chiara                    | Malte             | 1998   | 03                  |
| Chiara                    | Malte             | 2005   | 02                  |
| Chiara                    | Malte             | 2009   | 22                  |

- Seuls cinq artistes ont participé au concours, durant trois années consécutives : la suissesse Lys Assia, la néerlandaise Corry Brokken, l'autrichien Udo Jürgens, la norvégienne Ellen Nikolaysen et la saint-marinaise Valentina Monetta.
- Corry Brokken demeure la seule artiste de l'histoire du concours à avoir terminé à la première et à la dernière place[9].
- En 1966, les répétitions furent interrompues par un incident entre l'orchestre luxembourgeois et Domenico Modugno. Insatisfait de l'orchestration et excédé de ne pouvoir obtenir gain de cause, le représentant italien claqua la porte des répétitions. Il ne reparut plus ensuite, au point de mettre en question la participation de l'Italie. Le soir venu, Modugno revint pourtant et monta sur scène comme prévu pour interpréter sa chanson[13].
- Udo Jürgens remporta la victoire pour l'Autriche, après trois participations consécutives, à chaque fois avec une composition personnelle[12]. Après le vote et sa victoire, Jürgens débuta la reprise de sa chanson gagnante, Merci, Chérie, sur ces mots : « Merci, Jurys ! »
- En 1969, la norvégienne Kirsti Sparboe mit sa dernière place sur le compte de la pêche aux phoques, toujours pratiquée à l’époque par la Norvège et portant dommage à la réputation du pays[48].
- L'allemande Katja Ebstein demeure la seule artiste de l'histoire du concours à avoir figuré à trois reprises parmi les trois premiers, sans jamais avoir remporté le concours[49].
- La norvégienne Anne-Karine Strøm demeure toujours la seule artiste de l'histoire du concours à avoir terminé à deux reprises à la dernière place.
- En 1982, lassée de ses mauvais résultats, la télévision publique norvégienne engagea un professeur d'anglais, René Herail, et lui demanda d'analyser les raisons de ces échecs à répétition. Il parvint à la conclusion que les intonations particulières de la langue norvégienne rebutaient les auditeurs étrangers. Sur la base de ce rapport, Jahn Teigen et Herodes Falsk écrivirent une chanson conceptuelle, au titre français et ne comportant que des sons doux. Jahn Teigen l'interpréta en duo avec son épouse de l'époque, Anita Skorgan. Ils remportèrent la finale nationale norvégienne et terminèrent à la douzième place du concours, le meilleur résultat obtenu par la Norvège depuis 1973[50].
- En 1982 toujours, la télévision publique belge avait choisi pour la représenter la chanteuse d'origine indonésienne Stella Maessen. Celle-ci, née aux Pays-Bas et néerlandophone, ne comprenait pas le français. Elle interpréta donc sa chanson de façon phonétique, terminant à la quatrième place[51].
- La Grecque Ánna Víssi détient toujours le record du plus long intervalle de temps écoulé entre deux participations : vingt-quatre ans.
- En 1988, la danoise Kirsten Siggard, membre du groupe Hot Eyes, se fit particulièrement remarquer, lors de sa prestation. Elle en était alors à son huitième mois de grossesse. Elle accoucha de son second fils, à peine deux semaines après le concours. Lors de sa première participation au concours, en 1984, elle était également enceinte.
- En 1998, la maltaise Chiara, à qui la victoire avait échappé de peu, demeura inconsolable. Elle passa le restant de la soirée à pleurer sur sa défaite. Mais le lendemain, à son retour à Malte, elle fut accueillie en triomphe par une foule de près de 6 000 personnes et traitée en héroïne nationale par les médias maltais[52].

## Autres records
- Le record du plus long nom d'artiste est toujours détenu par « Margo, Franck Olivier, Diane Solomon, Ireen Sheer, Chris & Malcolm Roberts ». Ils représentèrent ensemble le Luxembourg au concours, en 1985, et terminèrent à la treizième place.
- La plus jeune participante de l'histoire du concours demeure toujours la Belge concourant pour la France Nathalie Pâque. Elle était âgée de onze ans, lorsqu'elle participa en 1989[4].
- Le participant le plus âgé de l'histoire du concours demeure le Suisse Emil Ramsauer, membre du groupe Takasa. Il avait 95 ans, lorsqu'il concourut en 2013[53].

## Participants célèbres
De nombreux artistes ont remporté de grands succès commerciaux et connu une carrière internationale, avant ou après leur participation au concours. La liste (non exhaustive) les classe par décennies (selon leur première participation), puis par ordre alphabétique. 

### 1956-1959
- Domenico Modugno

### 1960-1969
- Lale Andersen
- Isabelle Aubret
- Hugues Aufray
- Alain Barrière
- Frida Boccara
- Jacqueline Boyer
- Gigliola Cinquetti
- Robert Cogoi
- François Deguelt
- France Gall
- Françoise Hardy
- Vicky Leandros
- Lulu
- Guy Mardel
- Matt Monro
- Nana Mouskouri
- Esther Ofarim
- Jean-Claude Pascal
- Cliff Richard
- Sandie Shaw
- Michèle Torr

### 1970-1979
- ABBA
- Baccara
- Al Bano & Romina Power
- Brotherhood of Man
- Henri Dès
- Dschinghis Khan
- Katja Ebstein
- Mary Hopkin
- Julio Iglesias
- Patrick Juvet
- Serge Lama
- Jeane Manson
- Mia Martini
- Mocedades
- Marie Myriam
- Matia Bazar
- Olivia Newton-John
- Pierre Rapsat
- Ricchi e Poveri
- The Shadows
- Silver Convention

### 1980-1989
- Samira Ben Saïd
- Bucks Fizz
- Carola
- Céline Dion
- Lara Fabian
- Corinne Hermès
- Scott Fitzgerald
- Ofra Haza
- Sandra Kim
- Gérard Lenorman
- Johnny Logan
- Nicole
- Anna Oxa
- Ajda Pekkan
- Plastic Bertrand
- Telex
- Umberto Tozzi
- Ánna Víssi

### 1990-1999
- Amina
- Clouseau
- Toto Cutugno
- Patrick Fiori
- Gina G
- Dana International
- Katrina and the Waves
- Philippe Lafontaine
- Joëlle Ursull

### 2000-2009
- DJ Bobo
- Sertab Erener
- Hadise
- Patricia Kaas
- Tina Karol
- Las Ketchup
- Lordi
- No Angels
- Noa
- Élena Paparízou
- Sákis Rouvás
- Ruslana
- Kate Ryan
- Alexander Rybak
- Natasha Saint-Pier
- Verka Serduchka
- t.A.T.u.
- Sébastien Tellier
- Urban Trad

### 2010-2019
- Anggun
- Anouk
- Blue
- Cascada
- Darude
- Emmelie de Forest
- Tom Dice
- Raphael Gualazzi
- Poli Guénova
- Englebert Humperdinck
- Il Volo
- Jamala
- Duncan Laurence
- Loreen
- Mahmood
- Emma Marrone
- Jessy Matador
- Lena Meyer-Landrut
- Sanna Nielsen
- Loïc Nottet
- Zlata Ognevich
- Pasha Parfeny
- Salvador Sobral
- SunStroke Project
- Bonnie Tyler
- Amaury Vassili
- Conchita Wurst

### 2020-2029
- Alessandra
- Olly Alexander
- Chanel
- Daði & Gagnamagnið
- Gjon's Tears
- Hooverphonic
- Flo Rida
- Joker Out
- Käärijä
- Kalush Orchestra
- LUM!X
- Måneskin
- Mustii
- Barbara Pravi
- The Rasmus
- The Roop
- Sam Ryder
- Slimane
- Louane

- Gabry Ponte
- Lord of the Lost
- Teya Dora
- Tommy Cash (rappeur)

## Disqualifications et retraits
Le règlement du concours prévoit certaines limitations quant au choix des chansons et artistes amenés à concourir. Ainsi, les chansons retenues ne doivent pas avoir été commercialisées avant une date fixée par l'UER (actuellement, le premier septembre de l'année précédent l'édition du concours). Les paroles des chansons, ainsi que leur présentation, ne peuvent porter atteinte, ni au concours, ni à l’UER. Il est interdit d’inclure tout mot ou tout geste de nature politique ou assimilable. Il est interdit d’inclure toute insulte ou tout langage inacceptable. Il est enfin interdit d’inclure tout message publicitaire d’aucune sorte. Tout manquement à ces règles peut entraîner une disqualification.
En outre, les changements de chansons, d’artistes, de paroles, de langues, de nom des artistes, de titre des chansons ne sont autorisés qu’avant la réunion des chefs de délégation. Tout changement ultérieur doit recevoir l’approbation du diffuseur hôte, en consultation avec les Services permanents de l’UER, et est automatiquement pénalisé.
Dans l'histoire du concours, certaines chansons et certains artistes, qui ne respectaient pas le règlement, furent ainsi disqualifiés et remplacés. Il arriva également que certains artistes, insatisfaits de leur chanson, décidèrent d'en changer avant la réunion des chefs de délégation. Enfin, il arriva que le diffuseur participant se choisisse une chanson et un artiste, mais décide de se retirer ultérieurement.
La liste (non exhaustive) reprend les chansons et artistes initialement sélectionnés par un diffuseur participant pour le représenter, mais qui ne furent pourtant jamais présentées au concours.
| Année | Pays                 | Interprète(s)                     | Chanson                                    | Traduction française                         | Motif                                                          |
| ----- | -------------------- | --------------------------------- | ------------------------------------------ | -------------------------------------------- | -------------------------------------------------------------- |
| 1963  | Espagne              | José Guardiola                    | Nubes de colores                           | Nuages de couleur                            | Publication avant la date autorisée                            |
| 1967  | Italie               | Claudio Villa                     | Non pensare a me                           | Ne pense pas à moi                           | Publication avant la date autorisée                            |
| 1968  | Norvège              | Odd Børre                         | Jag har aldri vært så glad i no'en som deg | Je n'ai jamais aimé quelqu'un autant que toi | Soupçon de plagiat                                             |
| 1970  | Portugal             | Sergio Borges                     | Onde vais rio que eu canto                 | Où va cette rivière que je chante            | Retrait à la suite d'un désaccord sur le règlement du concours |
| 1974  | France               | Dani                              | La vie à 25 ans                            | -                                            | Retrait à la suite du décès du président Pompidou              |
| 1974  | Malte                | Enzo Gusman                       | Peace to the World                         | Paix dans le monde                           | Retrait pour motifs financiers                                 |
| 1976  | Allemagne            | Tony Marshall                     | Der Star                                   | L'étoile                                     | Présentation au public avant la date autorisée                 |
| 1976  | Liechtenstein        | Biggi Bachmann                    | Little Cowboy                              | Petit cow-boy                                | Absence de diffuseur national                                  |
| 1976  | Malte                | Enzo Gusman                       | Sing Your Song, Country Boy                | Chante ta chanson, campagnard                | Retrait pour motifs financiers                                 |
| 1978  | Grèce                | Ánna Víssi                        | O Kyrios Nobel                             | Monsieur Nobel                               | Désaccords internes                                            |
| 1980  | Israël               | Ha'akhim ve ha'akhayot            | Pizmon chozer                              | Refrain                                      | Retrait causé par Yom Hazikaron                                |
| 1982  | Grèce                | Themis Adamantidis                | Sarantapente kopelies                      | Quarante filles                              | Désaccords internes                                            |
| 1986  | Grèce                | Polina                            | Wagon-lit                                  | -                                            | Retrait causé par le Samedi saint                              |
| 1987  | Suède                | Lotta Engberg                     | Fyra bugg och en Coca-Cola                 | Quatre chewing-gums et un Coca-Cola          | Changement du titre et des paroles                             |
| 1988  | Chypre               | Yiannis Demetriou                 | Thimame                                    | Je me souviens                               | Publication avant la date autorisée                            |
| 1990  | Autriche             | Duett                             | Das Beste                                  | Le meilleur                                  | Publication avant la date autorisée                            |
| 1992  | Suisse               | Géraldine Olivier                 | Soleil, soleil                             | -                                            | Infraction au règlement de la sélection nationale              |
| 1997  | Grèce                | Dimosthenis Stringlis             | An Den Agapissis, Den Tha Agapissi         | Si tu n'aimes pas, tu ne peux être aimé      | Désaccords internes                                            |
| 1999  | Allemagne            | Corinna May                       | Hör' den Kindern einfach zu                | Écoute simplement les enfants                | Publication avant la date autorisée                            |
| 1999  | Bosnie-Herzégovine   | Hari Mata Hari                    | Starac i more                              | Le vieil homme et la mer                     | Publication avant la date autorisée                            |
| 2002  | Lituanie             | B'Avarija                         | We All                                     | Nous tous                                    | Publication avant la date autorisée                            |
| 2004  | France               | Jonatan Cerrada                   | Laissez-moi le temps                       | -                                            | Changement de chanson                                          |
| 2005  | Biélorussie          | Angelica Agourbach                | Boys and Girls                             | Garçons et filles                            | Changement de chanson                                          |
| 2005  | Liban                | Aline Lahoud                      | Quand tout s'enfuit                        | -                                            | Retrait à la suite d'un désaccord sur le règlement du concours |
| 2006  | France               | Virginie Pouchain                 | Vous, c'est nous                           | -                                            | Changement de chanson                                          |
| 2006  | Serbie-et-Monténégro | No Name                           | Moja ljubavi                               | Mon amour                                    | Retrait causé par la situation politique interne               |
| 2009  | Géorgie              | Stefane & 3G                      | We Don't Want Put In                       | Nous ne voulons pas le prendre en compte     | Infraction avec le règlement du concours                       |
| 2009  | Hongrie              | Mark Zentai                       | If You Wanna Party                         | Si tu veux faire la fête                     | Publication avant la date autorisée                            |
| 2009  | Hongrie              | Kátya Tompos                      | Magányos Csónak                            | Bateau solitaire                             | Indisponibilité de l'interprète                                |
| 2010  | Biélorussie          | 3+2                               | Far Away                                   | Loin                                         | Changement de chanson                                          |
| 2010  | Ukraine              | Vassyl Lazarovitch                | I Love You                                 | Je t'aime                                    | Désaccords internes                                            |
| 2010  | Ukraine              | Alyosha                           | To Be Free                                 | Être libre                                   | Publication avant la date autorisée                            |
| 2011  | Biélorussie          | Anastasia Vinnikova               | Born in Byelorussia / I am Belarussian     | Née en Biélorussie / Je suis biélorusse      | Publication avant la date autorisée                            |
| 2012  | Biélorussie          | Alena Lanskaya                    | All My Life                                | Toute ma vie                                 | Désaccords internes                                            |
| 2012  | Italie               | Nina Zilli                        | Per sempre                                 | Pour toujours                                | Changement de chanson                                          |
| 2012  | Saint-Marin          | Valentina Monetta                 | Facebook (Uh oh oh)                        | Facebook (Ah oh oh)                          | Changement du titre et des paroles                             |
| 2013  | Biélorussie          | Alena Lanskaya                    | Rhythm of Love                             | Rythme de l'amour                            | Changement de chanson                                          |
| 2013  | Bulgarie             | Elitsa Todorova & Stoyan Yankulov | Kismet                                     | Destin                                       | Changement de chanson                                          |
| 2013  | Macédoine du Nord    | Vlatko Lozanoski & Esma Redžepova | Imperija                                   | Empire                                       | Changement de chanson                                          |
| 2015  | Albanie              | Elhaida Dani                      | Diell                                      | Soleil                                       | Changement de chanson                                          |
| 2015  | Allemagne            | Andreas Kümmert                   | Heart of Stone                             | Cœur de pierre                               | Retrait pour motifs personnels                                 |
| 2016  | Malte                | Ira Losco                         | Chameleon (Invincible)                     | Caméléon (Invincible)                        | Changement de chanson                                          |
| 2016  | Roumanie             | Ovidiu Anton                      | Moment Of Silence                          | Moment de silence                            | Disqualification pour non règlement de dettes                  |
| 2017  | Russie               | Ioulia Samoïlova                  | Flame Is Burning                           | La flamme brûle                              | Retrait causé par le conflit russo-ukrainien                   |
| 2019  | Ukraine              | Maruv                             | Siren Song                                 | Chant de sirène                              | Polémiques en lien avec le conflit russo-ukrainien             |
| 2021  | Biélorussie          | Galasy Zmesta                     | Ya Nauchu Tebya                            | Je t'apprendrais                             | Promotion du gouvernement biélorusse dans les paroles          |